# Киле ле Патри
Киле ле Патри (фр. Culey-le-Patry) насеље је и општина у северној Француској у региону Доња Нормандија, у департману Калвадос која припада префектури Кан.
По подацима из 2011. године у општини је живело 345 становника, а густина насељености је износила 44,17 становника/km². Општина се простире на површини од 7,81 km². Налази се на средњој надморској висини од 250 метара (максималној 277 m, а минималној 27 m).

## Демографија
| 1962. | 1968. | 1975. | 1982. | 1990. | 1999. | 2011. |
| ----- | ----- | ----- | ----- | ----- | ----- | ----- |
| 283   | 313   | 293   | 314   | 300   | 319   | 345   |

График промене броја становника у току последњих година